# Ska 'n' B
Ska 'n' B är den brittiska skagruppen Bad Manners debutalbum. Albumet utgavs av skivbolaget Magnet Records i april 1980. Det klättrade till nummer 34 på UK Albums Chart. Albumet återutgavs på CD 2011 med fem bonusspår.

## Låtlista
- Alla låtar skrivna av Bad Manners om inget annat anges.

Sida 1
1. "Ne-Ne Na-Na Na-Na Nu-Nu" (Eddie Dean, Al Dredick) – 2:35
2. "Here Comes The Major" – 2:54
3. "Fatty Fatty" (Clancy Eccles, Leroy Sibbles) – 2:25
4. "King Ska/Fa" – 4:22
5. "Monster Mash" (Leonard Capizzi, Bobby "Boris" Pickett) – 3:01
6. "Caledonia" (Louis Jordan, Fleecie Moore) – 2:58

Sida 2
1. "Magnificent 7" (Elmer Bernstein) – 2:31
2. "Wooly Bully" (Domingo Samudio) – 3:09
3. "Lip Up Fatty" – 2:48
4. "Special Brew" – 3:37
5. "Inner London Violence" – 3:56
6. "Scruffy, The Huffy Chuffy Tugboat" – 1:39

2011 Bonusspår
1. "Holidays" – 2:12
2. "Night Bus To Dalston" – 2:18
3. "Lip Up Fatty (Extended Edition)" – 4:42
4. "Special Brew (Single Version)" – 3:19
5. "Ivor The Engine" – 2:27

## Medverkande
- Buster Bloodvessel – sång
- Louis 'Alphonso' Cook – gitarr
- David Farren – basgitarr
- Brian Tuitt – trummor
- Martin Stewart – keyboard
- Chris Kane – saxofon
- Andrew Marson – saxofon
- Paul "Gus" Hyman – trumpet
- Winston Bazoomies – munspel